# DVD Decrypter
DVD Decrypter é um programa de computador para criar imagens de DVDs, CDs ou outros tipos de mídia, além de poder gravá-las em disco. Ele é capaz de contornar proteções anticópia de filmes, sua função de maior fama - como a proteção CSS e Macrovision, além da capacidade de remover codificação específica de região e UOP (User Operation Prohibition). O desenvolvimento de DVD Decrypter foi paralisado por razões legais e seu desenvolvimento foi continuado em ImgBurn. 
DVD Decrypter é gratuito e está disponível apenas para Windows.

## Confrontos Legais
DVD Decrypter permite a remoção de restrições de cópia: por isso, certos usos dele entram em confronto com o Digital Millennium Copyright Act da lei dos Estados Unidos. Em países sem leis similares, pode não haver qualquer restrição a seu uso.
Em junho de 2005, o autor (conhecido como "Lightning UK!") anunciou ter recebido uma intimação do tipo cease and desist da companhia Macrovision. Após isso, ele anunciou que iria obedecer ao pedido e parou o desenvolvimento do programa. Alguns meses depois, em outubro de 2005, o autor retomou o desenvolvimento do sistema de gravação usado em DVD Decrypter com um novo programa, ImgBurn.